# Сент Франсис (језеро)
Сент Франсис (енгл. Lake St. Francis) је вештачко језеро у Сједињеним Америчким Државама. Налази се на територији америчке савезне државе Њујорк и канадских покрајина Онтарио и Квебек. Површина језера износи 272 km².